# Freakstock
Le Freakstock est un festival annuel chrétien organisé par les Jesus Freaks allemand. La première édition s'est tenue à Wiesbaden en 1995. Le festival se déroule depuis 1997 à Gotha. Plus de 8 000 personnes y assistent chaque année. Le festival présente de nombreuses variétés de musique chrétienne (punk, metal, rock, etc.) et comprend des enseignements et des moments de louange.